# Втрати силових структур внаслідок російського вторгнення в Україну (квітень — червень 2019)
У статті наведено список втрат українських військовослужбовців у російсько-українській війні з квітня по червень 2019 року.

## Список загиблих з 1 квітня до 30 червня 2019 року
| №       | Світлина Емблема | Прізвище, ім'я, по-батькові                    | Про особу | Дата смерті    | Обставини смерті |
| ------- | ---------------- | ---------------------------------------------- | --- | -------------- | --- |
| Квітень |                  |                                                | |                | |
| 4153    |                  | Червона Яна Михайлівна («Відьма»)              | 16 квітня 1979, Харків. Старший солдат, кулеметник штурмової роти 46 ОБСпП «Донбас-Україна» 54 ОМБр. За фахом секретар — помічник керівника. До війни була домогосподинею, виховувала дітей. Учасниця Харківського Євромайдану та Харківської Самооборони. З 2014 — відома волонтерка, допомагала батальйону «Айдар», їздила на передову, зокрема, у м. Щастя. У вересні 2016 підписала контракт, — стрілець, а згодом кулеметник 3-ї роти 1-го мехбатальйону 54 ОМБр (рота Микити Ярового, у якій служили колишні добровольці ДУК ПС «Вовки»). Учасниця боїв на Світлодарській дузі взимку 2016—2017. Після виведення на полігон разом із побратимами перейшла до 46-го батальйону. Залишилися мати, чоловік і двоє дітей, 8-річний син та 7-річна донька. | 2 квітня 2019  | Загинула у бою близько 13:30 внаслідок мінометного обстрілу (за іншими даними, з гаубиць калібру 152 мм) позиції ВОП поблизу с. Новозванівка Попаснянського району. Українські захисники вогнем з СПГ та кулемету зупинили висування двох ворожих груп піхоти, які відійшли під прикриттям мінометного вогню. Міна калібру 120 мм влучила у бліндаж, загинули двоє бійців батальйону. Похована у Харкові на кладовищі № 18, на Алеї Слави. |
| 4154    |                  | Мілютін Олександр Анатолійович («Дєда»)        | 29 грудня 1968, 50 років, Клишки Шосткинський район Сумська область. Мешкав у м. Бахмут Донецька область. Молодший сержант, військовослужбовець 46 ОБСпП «Донбас-Україна» 54 ОМБр. Дитинство пройшло у селах біля Горлівки — Зайцеве, Травневе. Школу закінчив у Бахмуті (тоді — Артемівськ). Здобув фах машиніста в Ясинуватському ПТУ. У 1998 проходив службу в Німеччині, по тому 12 років служив в Артемівському СІЗО-6. Вийшов на пенсію у званні старшого прапорщика. У січні 2017 підписав контракт на військову службу. Був хорошим кухарем, готував для бійців свого підрозділу. Сестра Олександра служить у тому ж підрозділі. Залишились дружина, син і донька. | 2 квітня 2019  | Загинув у бою близько 13:30 внаслідок мінометного обстрілу (за іншими даними, з гаубиць калібру 152 мм) позиції ВОП поблизу с. Новозванівка Попаснянського району. Українські захисники вогнем з СПГ та кулемету зупинили висування двох ворожих груп піхоти, які відійшли під прикриттям мінометного вогню. Міна калібру 120 мм влучила у бліндаж, загинули двоє бійців батальйону. Похований у Бахмуті на кладовищі в районі М'ясокомбинату. |
| 4155    |                  | Федоришин Роман Ігорович («Фєдя»)              | 4 травня 1991, Ходорів Жидачівський район Львівська область. Доброволець 1-ї окремої штурмової роти ДУК ПС, розвідгрупа «Санти». Активний учасник Революції Гідності. На війні з 2014, пройшов бої в авдіївській промзоні за опорні пункти противника «Алмаз» та «Алмаз-2» у січні 2017, дістав важкі осколкові поранення у живіт та голову. Двічі був поранений, але повертався на передову. Нагороджений орденом «Лицарський Хрест Добровольця». Залишилися мати, дружина та 3-річна донька. | 2 квітня 2019  | Загинув внаслідок ДТП у м. Авдіївка, намагаючись запобігти зіткненню. Автомобіль перекинувся два рази, від отриманих травм доброволець помер на місці. Після прощання у Києві на Майдані Незалежності та у Львові похований на Алеї Героїв міського цвинтаря Ходорова. |
| 4156    |                  | Фармагей Юрій Миколайович                      | 6 травня 1972, мешканець с. Огіївка (Гайсинський район) Вінницька область. Старший солдат, номер обслуги кулеметного розрахунку 2-ї роти 34 ОМПБ 57 ОМБр. Закінчив Теплицьке ПТУ №13 за фахом плодоовочівника. Строкову службу проходив у ВМС, м. Севастополь. Повернувшись додому, працював у городній бригаді в місцевому сільськогосподарському підприємстві. Під час війни з 2015 півтора року служив за мобілізацією, після чого підписав контракт, 29.10.2018 його подовжив. Залишилися батьки, дружина, син 1994 р.н. (служить у морській піхоті), донька 1997 р.н. та двоє онуків. | 5 квітня 2019  | Після 18:00 противник розпочав обстріл позиції поблизу с-ща Піски (Ясинуватський район) зі стрілецької зброї, ст. солдат Фармагей відкрив вогонь у відповідь. Загинув у бою від кулі ворожого снайпера, — вогнепальне кульове проникаюче поранення грудної клітки. Похований в с. Огіївка. |
| 4157    |                  | Стрекнєв Дмитро Володимирович                  | 9 липня 1997, Нижня Дуванка Сватівський район Луганська область. Солдат, гранатометник 54 ОМБр. З багатодітної родини. Закінчив Рубіжанський профліцей за фахом електрозварника. 28.01.2017 вступив на військову службу за контрактом. Залишилися батьки, двоє братів та дві сестри. | 6 квітня 2019  | Загинув у бою, близько 23:30, від кульового поранення поблизу хутора Вільний, що входить до складу м. Золоте (Попаснянський район). З 23:30 до опівночі противник вів обстріл з мінометів калібром 82 мм, АГС та ВКК. Вогнем у відповідь українські захисники примусили ворога припинити обстріл, але двоє солдатів дістали смертельні кульові поранення. Похований в смт Нижня Дуванка. |
| 4158    |                  | Лисиця Іван Петрович                           | 3 квітня 1996, Карпівка (Широківський район) Дніпропетровська область. Мешкав у с. Вишневе (Широківський район). Солдат, номер обслуги кулеметного розрахунку 54 ОМБр. У війську з 18 років, тричі підписував контракт із ЗСУ. Залишились двоє братів і сестра. | 6 квітня 2019  | Загинув у бою, близько 23:30, від кульового поранення поблизу хутора Вільний, що входить до складу м. Золоте (Попаснянський район). З 23:30 до опівночі противник вів обстріл з мінометів калібром 82 мм, АГС та ВКК. Вогнем у відповідь українські захисники примусили ворога припинити обстріл, але двоє солдатів дістали смертельні кульові поранення. Похований в с. Широка Дача. |
| 4159    |                  | Чемний Ярослав Петрович («Короп»)              | 3 грудня 1988, Коропець Монастириський район Тернопільська область. Мешкав у с. Угорники (Івано-Франківська міська рада). Солдат, снайпер 4 БОП «Крук» НГУ. Закінчив Юридичний інститут Прикарпатського національного університету імені Василя Стефаника, грав у КВН. Активний учасник Революції гідності. З початком військових дій на Сході України вирушив добровольцем на фронт у складі підрозділу Нацгвардії. У квітні 2017 вступив на військову службу за контрактом. Залишились батьки, сестра. | 7 квітня 2019  | Загинув о 21:40 від поранення у голову в зоні проведення ООС в Луганській області, у місці розташування підрозділу, тіло було доставлене до Сєвєродонецька, проводиться службове розслідування з метою встановлення обставин загибелі. Похований у Коропці, де мешкають батьки. |
| 4160    |                  | Неживий Микола Миколайович («Механ»)           | 57 років, Хмельницький. Сержант, військовослужбовець 93 ОМБр. На фронті з 2014, воював у батальйоні «Айдар». З 02.02.2019 служив за контрактом в 93-ій бригаді. Залишились дружина та донька. | 8 квітня 2019  | Загинув поблизу с-ща Опитне (Ясинуватський район), на позиції «Зеніт», поряд із Донецьким аеропортом, від смертельного осколкового поранення внаслідок обстрілу з ПТРК. Похований у Хмельницькому на Алеї Слави кладовища Ракове. |
| 4161    |                  | Бойцов Олег Леонідович                         | 28 листопада 1979, Слов'янськ Донецька область. Старшина служби цивільного захисту, старший сапер відділення піротехнічних робіт групи піротехнічних робіт частини піротехнічних робіт та гуманітарного розмінування аварійно–рятувального загону спецпризначення ГУ ДСНС України у Донецькій області. Раніше служив пожежним у 37-ій Державній пожежно-рятувальній частині м. Слов'янська. Залишилася дружина і двоє дітей. | 9 квітня 2019  | Загинув в результаті вибуху невідомого вибухонебезпечного предмету, який стався близько 10:30, під час проведення робіт з обстеження та очищення території від вибухонебезпечних предметів поблизу насосної станції каналу Сіверський Донецьк — Донбас у «сірій зоні» в районі смт Зайцеве. Ще двоє рятувальників дістали тяжкі поранення. Прокуратура відкрила кримінальне провадження за ч. 3 ст. 258 ККУ («Терористичний акт»). Похований у Слов'янську. |
| 4162    |                  | Чибінєєв Роман Вікторович                      | 4 червня 1989, Бердянськ Запорізька область. Старший солдат, командир десантно-штурмового відділення 79 ОДШБр. Рано втратив батьків. Вихованець Бердянської школи-інтернату (1993—2004). Після закінчення 9 класів продовжив навчання у Бердянському професійно-будівельному ліцеї. 2016 вступив на військову службу за контрактом. Залишився брат — Герой України Валерій Чибінєєв. | 11 квітня 2019 | Загинув у бою на Приазовському напрямку. Ближче до опівночі противник намагався провести розвідку боєм. Старший солдат Чибінєєв, який перебував на ВОП, вчасно помітив пересування групи ворожої піхоти, разом із товаришами відкрив вогонь по ворогу та примусив відступити. У ході бою, під час зміни позиції, дістав поранення, що не сумісне з життям. |
| 4163    |                  | Лисаківський Володимир Юрійович                | 4 серпня 1991, Красненьке (Кривоозерський район) Миколаївська область. Старший матрос, кулеметник 35 ОБрМП. 2012 закінчив Національний університет державної податкової служби України (Ірпінь). 2011—2012 проходив строкову службу у ВВ МВС. 28.04.2015 був мобілізований до ЗСУ, брав участь в АТО, звільнений в запас 19.07.2017. Того ж року підписав контракт на військову службу у морській піхоті. Залишились батьки. | 12 квітня 2019 | 11 квітня внаслідок ворожого обстрілу з ПТРК позицій поблизу с. Гранітне (Волноваський район) на Маріупольському напрямку дістали поранення шість військовослужбовців бригади. Понад добу лікарі намагались врятувати Володимира, але поранення виявилось несумісним із життям. Похований в с. Красненьке. |
| 4164    |                  | Ігнатенко Ігор Павлович («Батя», «Цум»)        | 17 листопада 1963, 55 років, РРФСР. Мешкав у м. Василівка Запорізька область. Старший сержант, номер обслуги гранатометного взводу батальйону 93 ОМБр. Батько — росіянин, мама — українка. 1992 переїхав в Україну, отримав громадянство. Фермер, засновник та керівник Фермерського господарства «Кош». З 1992 брав участь у відродженні традицій запорізького козацтва, курінний отаман Великолузького куреня Василівського району. У 2000-х був керівником Василівської міської організації політпартії «Вперед, Україно!». Активний учасник Революції гідності. З Майдану пішов на фронт до батальйону НГУ «Донбас», з 2015 служив у 37 ОМПБ «Запоріжжя» 56 ОМПБр, у червні 2018 перейшов до 93-ї бригади. Воював у Пісках, поблизу Станиці Луганської, Гранітного, Авдіївки та шахти Бутівки. Залишилися дружина та двоє дорослих синів. | 12 квітня 2019 | Надвечір противник відкрив вогонь з ВКК та стрілецької зброї по ВОП позиції шахта «Бутівка» поблизу м. Авдіївка, з одночасним висуванням групи піхоти. Українські захисники заблокували її у кількох сотнях метрів від своїх позицій. Противник застосував міномети калібру 82 мм, близько 17:15 внаслідок вибуху однієї з мін старший сержант Ігнатенко дістав поранення, що не сумісні з життям. Похований у Василівці. |
| 4165    |                  | Волков Микола Миколайович («Смурфік»)          | 25 лютого 1999, 20 років, Маріуполь Донецька область. Доброволець-парамедик Медичного батальйону «Госпітальєри» та 2-ї роти «Тіні» 8 ОБ «Аратта» УДА. Займався боксом. В 16 років прийшов у Цивільний Корпус «Азов», брав участь в патріотичних акціях, проходив вишколи. Належав до руху ультрас ФК «Маріуполь», впродовж чемпіонату 2017/2018 провів «золотий сезон» (відвідав усі матчі команди, що є своєрідним досягненням для 18-річного вболівальника). Закінчив Маріупольський електромеханічний технікум за фахом електрика. В червні 2018 пройшов підготовку у навчальному центрі «Госпітальєрів» та 01.07.2018 поїхав на свою першу ротацію в с-ще Піски у складі медичної групи «Asap — Піски». З осені 2018 був закріплений до 8-го батальйону УДА. Виконував завдання в районі рідного Маріуполя. Залишились батько, брати та сестри. Нагороджений медаллю «Милосердя» (посмертно).                                                            | 15 квітня 2019 | 10 квітня увечері дістав важке поранення у голову кулею снайпера поблизу с. Водяне на Маріупольському напрямку. Перебував у в критичному стані, пошкоджена велика частина мозку та кісток черепа. У ніч на 15 квітня кілька разів зупинялося серце, помер близько 7:30 в лікарні ім. Мечникова, м. Дніпро. Похований на Старокримському кладовищі Маріуполя, на Алеї Слави. |
| 4166    |                  | Цапенко Олександр Олегович («Студент»)         | 13 травня 1998, Широке (Широківський район) Дніпропетровська область. Солдат, навідник-оператор 5-ї роти 54 ОМБр. Навесні 2018, у 19 років, підписав контракт на військову службу. | 22 квітня 2019 | Загинув вночі від поранень, що не сумісні з життям, внаслідок розриву ворожої міни калібру 82 мм на ВОП поблизу с. Новоолександрівка (Попаснянський район). Олександр разом із товаришами зупинив пересування ворожої групи піхоти на фланзі ВОП, після чого противник застосував міномети для прикриття відходу своєї групи. Похований на Алеї Слави кладовища с. Широка Дача. |
| 4167    |                  | Сєднєв Владислав Олександрович                 | 5 березня 1992, Кам'янське Дніпропетровська область. Старший лейтенант, командир автослужби 503 ОБМП 36 ОБрМП. Випускник Суворівського училища. 2014 закінчив Харківське ВТКУ. З 2015 служив у 36-ій бригаді, з 2017 — в 503-му батальйоні. Нагороджений кількома нагородами за участь у бойових діях. Залишився брат. | 22 квітня 2019 | За повідомленням на офіційному сайті Кам'янської міськради, загинув під час служби в районі проведення ООС (обставини не уточнені). Похований у Кам'янському. |
| 4168    |                  | Коновод Юрій Миколайович                       | 9 серпня 1964, Ланна Карлівський район Полтавська область. Молодший сержант, військовослужбовець 24 ОШБ «Айдар» 53 ОМБр. Учасник війни в Афганістані. 1989 закінчив історичний факультет Полтавського педінституту. Працював вчителем історії в смт Зачепилівка на Харківщині, останнім часом — у ліцеї. З початком бойових дій пішов на фронт. Залишилися дружина та двоє синів. Старший син також військовослужбовець. | 23 квітня 2019 | Загинув о 12:45 від кулі снайпера поблизу смт Південне на Горлівському напрямку. Разом з товаришами зупинив переміщення ворожої піхоти. Прикриваючи відступ, противник посилив обстріл ВОП з ВКК та снайперської зброї. Під час зміни позиції молодший сержант Коновод дістав смертельне кульове поранення у груди. Похований в с-щі Ланна. |
| 4169    |                  | Гвоздієвський Сергій Володимирович             | 14 квітня 1966, 53 роки, Серебринці Могилів-Подільський район Вінницька область. Мешкав у м. Могилів-Подільський. Сержант, водій 79 ОДШБр. Закінчив Мазурівське ПТУ. З 1984 три роки проходив строкову службу на атомному підводному човні ВМС. З 1988 працював рятувальником на човні, згодом перейшов у водолази. Далі працював водієм на місцевому заводі та приватному підприємстві, з 2008 — водієм в інспекції Держенергонагляду Північно-Західного регіону. З січня 2015 до квітня 2016 проходив службу за мобілізацією як доброволець, з березня 2015 — у Хмельницькій частині спецпризначення в зоні АТО, зокрема, у Широкиному. Після демобілізації повернувся на роботу в інспекцію, а у травні 2018 підписав контракт на військову службу в 79-ій бригаді. Залишились дружина, донька та двоє онуків. | 30 квітня 2019 | 29 квітня, під час доставки води на позиції поблизу с. Павлопіль на Маріупольському напрямку, в результаті підриву на міні вантажного автомобіля дістав важкі поранення ніг та 70% опіків тіла. Був терміново евакуйований військовим гелікоптером до спеціалізованого лікувального закладу м. Дніпро, але поранення виявились несумісні з життям. Помер наступного дня в опіковому центрі Дніпра. Похований на кладовищі с. Немія біля Могилів-Подільського. |
| 4170    |                  | Куцик Володимир Анатолійович                   | 22 квітня 1968, 51 рік, Стоянів Радехівський район Львівська область. Солдат, військовослужбовець 24 ОМБр. Вступив на військову службу за контрактом навесні 2019, після підготовки у Навчальному центрі в Старичах вирушив на фронт. Залишилась сестра та цивільна дружина. | 30 квітня 2019 | В ході бою, під час зміни позиції на спостережному посту ВОП в районі м. Мар'їнка, дістав поранення, що несумісне з життям, — куля снайпера калібру 12,7 мм влучила у тазобедрену область та розтрощила кістки, помер під час медичної евакуації від крововтрати. Похований у Стоянові. |
| Травень |                  |                                                | |                | |
| 4171    |                  | Україна                                        | Військовослужбовець 81 ОАеМБр. | 1 травня 2019  | Загинув в Краматорську внаслідок ДТП, — на перетині вулиць К. Ґампера та О. Тихого в результаті зіткнення автомобіля ВАЗ-2115, в якому перебували військовослужбовці, з пасажирським м/автобусом «РУТА» загинув пасажир ВАЗа, водій та ще один пасажир дістали травми, у «маршрутці» двоє пасажирів дістали легкі тілесні ушкодження. |
| 4172    |                  | Аззи Станіслав Сергійович («Славік»)           | 25 червня 1994, Паліївка (Маловисківський район) Кіровоградська область. Старший солдат, старший водій мінометної батареї 2-го мехбатальйону 54 ОМБр. З 2015 до 2017 служив за мобілізацією в 24 ОШБ «Айдар», як доброволець. В лютому 2018 підписав контракт. Залишились батьки, брат і сестра. | 1 травня 2019  | Загинув від вибухово-осколкової травми на Луганщині, обставини не уточнені (за непідтвердженою інформацією, — вибух гранати у наметі). Похований в с. Паліївка. |
| 4173    |                  | Козьма Денис Петрович («Дід»)                  | 20 серпня 1987, Приозерне (Кілійський район) Одеська область. Старший матрос, командир відділення безпілотних авіаційних комплексів 137 ОБМП 35 ОБрМП. З дитинства займався футболом у спортивній школі. Під час протистоянь в Одесі 2 травня 2014 разом з іншими патріотами відстояв місто від зазіхань проросійських колабораціоністів, та коли почалась пожежа у Будинку профспілок, — рятував їх з палаючої будівлі. Після цього пішов добровольцем у 28 ОМБр, на фронті — з серпня 2014, обороняв Мар'їнку у 2015, з осені того ж року перевівся до морської піхоти і підписав контракт. Став героєм однієї з фронтових відеоісторій циклу Hromadske.doc «Ультрас: шлях до волі». Залишились батьки, брат і маленька донька. | 1 травня 2019  | Зник під час бою поблизу с. Миколаївка (Волноваський район), в районі окупованого Докучаєвська, в ході переслідування резервною групою ДРГ противника, яка під прикриттям туману намагалася непомітно подолати смугу забезпечення. Для прикриття відступу противник розпочав обстріл з ВКК та стрілецької зброї. Оперативні заходи з пошуку бійця не дали результату, противник не підтримав встановлення режиму припинення вогню та продовжив обстріли. 5 травня від ворожої сторони надійшла інформація, що тіло українського військовослужбовця знаходиться у морзі на окупованій території. 8 травня близько 12:00 тіло загиблого було передане українській стороні в районі КПВВ «Олександрівка». Похований в с. Приозерному. |
| 4174    |                  | Шершак Сергій Миколайович («Шерхан»)           | 14 квітня 1965, 54 роки, Тинне Сарненський район Рівненська область. Мешкав у м. Рівне. Старший прапорщик, командир роти 130 ОРБ. Учасник війни в Афганістані, десантник. По тому проходив службу в 55-му полку зв'язку (Рівне), звідти вийшов на пенсію. З початком бойових дій на Сході України пішов до військкомату добровольцем, але тоді його не взяли через вік. Згодом вступив на військову службу, з 2017 проходив службу в 130 ОРБ, був головним сержантом взводу безпілотної авіації, у подальшому — головним сержантом роти. Залишилися мати, сестра, дружина, двоє дітей та онук. | 2 травня 2019  | Помер в результаті зупинки серця (відрив тромбу) на фронті в районі проведення ООС. Похований у с. Тинному. |
| 4175    |                  | Сакаль Іван Володимирович («Волоцюга»)         | 27 червня 1994, Завадівка (Турківський район) Львівська область. Старший сержант, головний сержант — командир взводу розвідки 137 ОБМП 35 ОБрМП. 2013 закінчив Самбірський технікум економіки та інформатики, відділення «Розробка програмного забезпечення», з 2013 навчався на заочній формі у ТНЕУ, «Програмна інженерія». 10.07.2014 був призваний за мобілізацією. З 2014 — на фронті. Проходив військову службу у 56-ій комендатурі охорони та обслуговування ВМС (Одеса), з 26.10.2015 служив за контрактом у морській піхоті, спочатку командиром відділення — командиром бойової машини, з березня 2016 служив у розвідці, а у червні 2016 став головним сержантом взводу. Пройшов декілька курсів підготовки з британськими інструкторами, брав участь у міжнародних навчаннях Sea Breeze-2016. Займався кросфітом, брав участь у змаганнях «Звитяга ВМС». Залишились батьки і молодший брат, який також проходив службу за контрактом в зоні АТО. | 6 травня 2019  | 1 травня дістав тяжке кульове поранення на спостережному посту під час бою поблизу с. Миколаївка (Волноваський район), в районі окупованого Докучаєвська. Після п'ятьох діб перебування у комі та кількох операцій помер о 10:45 6 травня в реанімаційному відділенні Обласної лікарні ім. Мечникова м. Дніпро. Після прощання у Львові похований в с. Завадівка. |
| 4176    |                  | Бондаренко Віктор Васильович                   | 9 жовтня 1983, Ольгівка (Каховський район) Херсонська область. Мешкав у с. Роздольне (Каховський район). Військовослужбовець 57 ОМПБр. Залишились батьки та 11-річний син. | 6 травня 2019  | За повідомленням Каховської РДА, загинув в зоні проведення ООС. За попередньою інформацією, загинув внаслідок нещасного випадку. Поховання 9 травня в с. Роздольне. |
| 4177    |                  | Дрогін Сергій Олександрович («Скіф»)           | 22 грудня 1986, Сєвєродонецьк Луганська область. Старший солдат, командир бойової машини — командир відділення 2-го взводу 2-ї «афганської» штурмової роти 24 ОШБ «Айдар» 53 ОМБр. З дитинства захоплювався комп'ютерами, греблею на байдарках, пейнтболом та спортивним орієнтуванням. Працював адміністратором в комп'ютерному клубі. З 27.04.2006 проходив строкову службу у Самборі, 703 ОПОЗ, старший моторист-дизелист інженерно-містобудівної роти. Після демобілізації працював торговим представником у Сєвєродонецьку та області, в Києві. На війні — з 2015, 27.09.2017 підписав контракт. Спочатку був військовим медиком, потім снайпером. Після крайніх навчань на полігоні став командиром відділення. Воював біля Травневого (Світлодарська дуга), Кримського—Жолобка (Бахмутська траса) та Південного (Горлівський напрямок). Залишились батьки, сестра і дружина.                                                                          | 7 травня 2019  | Загинув о 12:25 у бою на спостережному посту біля смт Південне на Горлівському напрямку від вогнепального поранення в груди зі снайперської зброї. Похований в Сєвєродонецьку, на Алеї Героїв. |
| 4178    |                  | Коваль Володимир Валентинович                  | 14 грудня 1967, 51 рік, Цілиноград Казахська РСР (нині — Нур-Султан). Мешкав у м. Хмельницький. Старшина, командир десантно-штурмового відділення 79 ОДШБр. З родини військовослужбовців. У 1980-х переїхав з батьками в Херсон. Закінчив ПТУ № 18. Після строкової служби до 1997 працював у Херсонському відділку внутрішніх справ. 1999 оселився у Хмельницькому, разом із дружиною займався підприємництвом. Призваний під час 4-ї хвилі мобілізації 2015-го. Служив у прикордонних військах, потім у 92 ОМБр, згодом підписав контракт на службу в ДШВ. Залишилися дружина та доросла донька (військовослужбовець НГУ). | 8 травня 2019  | Загинув у бою від кульового поранення в шию, що несумісне з життям, внаслідок нічного обстрілу з АГС, ВКК та стрілецької зброї поблизу с. Павлопіль у Приазов'ї. Похований у Хмельницькому, на Алеї Слави кладовища Ракове. |
| 4179    |                  | Безверхній Антон Вікторович («Пітбуль», «Піт») | 24 січня 1994, Харків. Солдат, гранатометник 2-ї штурмової роти 46 ОБСпП «Донбас-Україна» 54 ОМБр. Навчався у Харківській спеціалізованій школі-інтернаті «Ліцей «Правоохоронець». Працював в охоронному агентстві. 04.07.2018 вступив на військову службу за контрактом, з 19.12.2018 воював в районі м. Попасна, зазнав контузії, після лікування повернувся на передову.. В лютому 2019 нагороджений відзнакою НГШ «За взірцевість у військовій службі». Був активістом ГО «Вірне серце». Залишилися батьки і брат. | 14 травня 2019 | Загинув у бою близько 12:00 від кулі снайпера у шию на спостережному посту поблизу с. Новозванівка Попаснянського району. Похований на Алеї Слави Харківського міського кладовища № 18. |
| 4180    |                  | Джус Василь Богданович                         | 25 вересня 1974, Букачівці Рогатинський район Івано-Франківська область. Мешкав в Івано-Франківську. Прапорщик, військовослужбовець батальйону зв'язку 114 БрТА ПвК «Захід», відряджений в зону ООС до 79 ОДШБр на посаду навідника. Закінчив ПТУ за фахом слюсаря-інструментальника. Після строкової служби у Житомирі працював охоронцем та їздив по заробітках до Польщі, захоплювався риболовлею. У червні 2018 вступив на військову службу за контрактом. Залишились мати, донька. | 16 травня 2019 | Загинув під час двостороннього бою від смертельного поранення внаслідок мінометного обстрілу бойових позицій ВОП поблизу с. Водяне на Приазов'ї. Після прощання в Івано-Франківську похований в смт Букачівці. |
| 4181    |                  | Федоров Андрій Миколайович                     | 30 квітня 1980, мешкав в смт Солоне Дніпропетровська область. Молодший сержант, командир відділення взводу матеріального забезпечення 93 ОМБр. Наприкінці 1990-х після строкової служби залишився в армії, звільнився за скороченням ЗСУ. З 2014 проходив службу за мобілізацією. У березні 2016 підписав контракт. Залишилася цивільна дружина та двоє дітей. | 19 травня 2019 | 8 травня, під час служби в районі м. Авдіївка, через тромб у легеневій артерії впав і дістав тяжку травму голови, в стані коми був доставлений санавіацією в Обласну клінічну лікарню ім. І. Мечникова м. Дніпро. Помер 19 травня. Похований в смт Солоне. |
| 4182    |                  | Україна                                        | 58 років, Хрестище (Слов'янський район) Донецька область. Молодший сержант, військовослужбовець військової частини м. Бахмут. | 21 травня 2019 | За повідомленням Donbass.live, знайдений повішеним у дворі свого будинку в с. Хрестище (Слов'янський район), ймовірно, наклав на себе руки. |
| 4183    |                  | Досяк Роман Мирославович                       | 24 листопада 1970, Львів. Мешкав у с. Ліщини Жидачівський район Львівська область. Солдат, стрілець — помічник гранатометника гірсько-штурмового відділення 1-го взводу 2-ї роти 109 ОГШБ 10 ОГШБр. 27.09.2018 вступив на військову службу за контрактом. Залишились мати, сестра, дружина та двоє дітей, — син і донька. | 22 травня 2019 | Помер о 23:15 в Обласній клінічній лікарні ім. І. Мечникова м. Дніпро в результаті важкого кульового поранення голови у бою опівночі 18 травня поблизу с. Кримське (Новоайдарський район), — неподалік окупованого с. Жолобок (Попаснянський район). Похований у Львові на Личаківському цвинтарі, на полі почесних поховань № 76. |
| 4184    |                  | Пузиков Олександр Юрійович                     | 8 травня 1986,Нікополь Дніпропетровська область. Старшина, старший стрілець 1-ї роти 24 ОШБ «Айдар» 53 ОМБр. Закінчив Нікопольський профтехліцей № 42 за фахом електрозварника. З 2004 по 2013 проходив військову службу у в/ч А1314 «Е» м. Дніпро, на посадах водія, командира відділення, заступника комвзводу, старшини роти. У 2008—2009 — в складі Українського контингенту у Косові. Після звільнення з військової служби з 2013 по 2016 працював у 2 ДПРЧ МНС м. Дніпро, старшим водієм. Під час війни повернувся на військову службу, 06.03.2019 підписав черговий контракт. Залишилися мати, дружина та маленький син. | 24 травня 2019 | Загинув під час виконання службових обов'язків в районі проведення ООС в Донецькій області. Похований на Алеї слави Центрального міського кладовища Нікополя. Прим. Батальйон «Айдар» виконує бойові завдання в районі окупованого м. Горлівка. Прим. У щоденному зведенні речник Міноборони повідомив про 17 обстрілів за добу. Зокрема, з 17:30 поблизу с-ща Шуми (Торецька міська рада) з напрямку окупованої Горлівки противник протягом години випустив 13 мін калібру 120 та 82 мм, та вів вогонь з АГС та ВКК. |
| 4185    |                  | Степанченко Борис Миколайович                  | 21 червня 1984, Самійлівка (Олександрівський район) Донецька область. Солдат, сапер 1-го відділення інженерно-саперного взводу 2-го батальйону 54 ОМБр. 30.07.2018 вступив на військову службу за контрактом. Залишилися батьки, сестра, дружина та двоє дітей. | 27 травня 2019 | За повідомленням 54 ОМБр, саперна група під час перевірки мінно-вибухових загороджень батальйонного району оборони в районі м. Попасна зіткнулась з ДРГ противника. В ході бою зник один військовослужбовець, ворог відступив під прикриттям вогню з мінометів калібру 120 мм. 29 травня близько 15:00 за участі СММ ОБСЄ тіло зниклого солдата було виявлене на місці зіткнення та евакуйоване на тимчасово окуповану територію. Передача тіла військовослужбовця українській стороні відбулася 31.05.2019. |
| Червень |                  |                                                | |                | |
| 4186    |                  | Забава Вадим Володимирович                     | 11 серпня 1972, Гуляйполе Запорізька область. Старший сержант, головний сержант батареї — командир гармати 80 ОДШБр. На війні з 2015 (3-тя хвиля мобілізації), в подальшому підписав контракт. Був поранений, — уламок міни залишився в нозі, але Вадим повернувся до війська. Один із засновників ГО «Спілка ветеранів АТО» Гуляйпільського району. Залишилися мати, брат (учасник АТО), дружина, донька та син-десантник. | 3 червня 2019  | Трагічно загинув вночі під час виконання завдань за призначенням в районі с. Широкине у Приазов'ї внаслідок нещасного випадку (був притиснутий військовим вантажним автомобілем в капонірі системи оборонних польових позицій). Похований в Гуляйполі, на Ворошиловському кладовищі. |
| 4187    |                  | Лазарєв Едуард Дмитрович                       | 4 серпня 1970, Боготол Красноярський край РРФСР. З дитинства мешкав у м. Броди Львівська область. Молодший сержант, водій-електрик мінометної батареї механізованого батальйону 17 ОТБр. 1988 закінчив СПТУ-26 м. Радивилів. Строкову службу проходив на посаді водія-електрика. 29.01.2015 вступив на військову службу за контрактом. Залишилась доросла донька, онуки. | 4 червня 2019  | Загинув о 17:30 від множинних осколкових поранень поблизу с. Новоселівка Друга (Волноваський район), внаслідок обстрілу з ПТРК військового автомобіля ГАЗ-66, яким здійснювалася доставка продуктів харчування на позиції підрозділу. Похований в с. Комарівка (Бродівський район). |
| 4188    |                  | Лин Олександр Петрович                         | 18 червня 1970, Явдохівка Софіївський район Дніпропетровська область. З 1991 мешкав у м. Кривий Ріг (Довгинцівський район міста). Старший солдат, старший навідник мінометного взводу мінометної батареї механізованого батальйону 17 ОТБр. Закінчив морехідну школу в Маріуполі, матрос-моторист. 1988—1990 проходив строкову службу у пожежній службі Москви. 29 років працював вогнетривником у мартенівському цеху на заводі «Криворіжсталь». 30.01.2019 підписав контракт на військову службу. Розлучений, залишились мати, брат, сестра та дві доньки, 26 і 14 років. | 4 червня 2019  | Загинув о 17:30 від множинних осколкових поранень поблизу с. Новоселівка Друга (Волноваський район), внаслідок обстрілу з ПТРК військового автомобіля ГАЗ-66, яким здійснювалася доставка продуктів харчування на позиції підрозділу. Похований в с. Явдохівка. |
| 4189    |                  | Бережний Владислав Олегович («Бєрєг»)          | 11 червня 1996, Сватове Луганська область. Сержант, командир бойової машини — командир 3-го відділення 1-го взводу 3-ї роти 1-го мехбатальйону 54 ОМБр. Після школи півроку працював на одному з місцевих підприємств. 05.11.2015 підписав контракт, у 2017 його подовжив. Почав службу на посаді навідника БМП-2. Воював біля Зайцевого та на Світлодарській дузі. У 2016 одружився і оселився в м. Попасна. Брав участь у міжнародних навчаннях «RapidTrident-2018». Залишилися батьки, дружина, 2-річний син та 6-річна донька дружини. | 5 червня 2019  | Загинув у бою близько 00:30 від кулі снайпера, на спостережному посту поблизу м. Золоте. Похований у Попасній, на цвинтарі мікрорайону «ВРЗ». На прощання із воїном-захисником приїхала делегація з рідного Сватового. Згідно зведення щодо обстановки в районі проведення ООС, від початку доби 5 червня станом на 7:00 зафіксовано 4 обстріли, зокрема, ворог двічі обстрілював Золоте-1 (Карбоніт) з автоматичної стрілецької та снайперської зброї, з боку окупованого Золотого-5 (Мар'ївка). Внаслідок обстрілів загинув один військовослужбовець Об'єднаних сил. |
| 4190    |                  | Пругло Дмитро Миколайович («Круглий»)          | 27 грудня 1990, Полтава. Старший лейтенант, заступник командира роти по роботі з особовим складом 3-ї роти 1-го батальйону спецпризначення ОЗСпП «Азов» НГУ. В «Азов» прийшов у 2014 рядовим міліції. Згодом підписав контракт з НГУ. Брав участь у всіх ключових боях підрозділу. У 2017 був командиром 1-го взводу 3-ї роти особливого призначення 1-го батальйону. Залишились мати, дружина. | 7 червня 2019  | Загинув внаслідок нічного (близько 0:30) прицільного артилерійського та мінометного обстрілу позицій підрозділу на околиці селища Новолуганське на Світлодарській дузі. В результаті влучення снаряду калібру 122 мм (за іншими даними, — міни 120 мм) в бліндаж двоє бійців дістали несумісні з життям поранення і померли в медичному закладі, ще 11 гвардійців зазнали поранень, бойових травм, контузій, двоє з них у тяжкому стані. П'ятеро поранених бійців перервали лікування в лікарні ім. Мечникова, щоб поховати загиблого побратима. Похований у Полтаві. |
| 4191    |                  | Олексюк Максим Вікторович («Максон»)           | 23 листопада 1995, Калинівка Вінницька область. З 2005 мешкав у Козятині. Сержант, військовослужбовець 1-го взводу 3-ї роти 1-го батальйону спецпризначення ОЗСпП «Азов» НГУ. Здобув професію водія, займався спортом. З червня 2016 проходив строкову службу в ЗСУ, з 13.10.2017 за контрактом в «Азові». Залишились мати і брат. | 7 червня 2019  | Загинув внаслідок нічного (близько 0:30) прицільного артилерійського та мінометного обстрілу позицій підрозділу на околиці селища Новолуганське на Світлодарській дузі. В результаті влучення снаряду калібру 122 мм (за іншими даними, — міни 120 мм) в бліндаж двоє бійців дістали несумісні з життям поранення і померли в медичному закладі, ще 11 гвардійців зазнали поранень, бойових травм, контузій. Похований у Козятині. |
| 4192    |                  | Сіренко Іван Павлович                          | 15 березня 1972, Немія Могилів-Подільський район Вінницька область. Старший солдат, військовослужбовець 69-го радіотехнічного батальйону (в/ч А0732) 138 РТБр. На фронт пішов у 2016 після того, як демобілізувався його молодший брат — доброволець перших днів війни. | 11 червня 2019 | Помер вночі на передовій внаслідок раптової зупинки серця. Похований на кладовищі с. Немія. |
| 4193    |                  | Молозовенко Віталій Володимирович («Механік»)  | 6 червня 1995, Тирлова Балка Устинівський район Кіровоградська область. Старший солдат, командир відділення безпілотних авіаційних комплексів розвідувального взводу 34 ОМПБ 57 ОМПБр. З багатодітної родини. Здобув фах електрогазозварника у Кропивницькому. Залишились мати, шестеро братів та сестер, дружина і маленька дитина. | 13 червня 2019 | Загинув у ніч з 12 на 13 червня в с-щі Піски (Ясинуватський район) від мінно-вибухової травми під час виконання бойового завдання. Похований в с. Тирлова Балка. |
| 4194    |                  | Тихонов Павло Борисович («151»)                | 2 жовтня 1975, Кропивницький Кіровоградська область. Прапорщик, командир розвідувального взводу 42 ОМПБ «Рух Опору» 57 ОМПБр. Закінчив Кіровоградський інститут комерції. Працював у Кіровоградській обласній філармонії і таксистом з позивним «151». В травні 2014 пішов на фронт, зокрема, брав участь у боях за Дебальцеве, — біля Санжаровки. Восени 2017 дістав контузію та перелом ноги. Залишились батьки, дружина, син та донька-військовослужбовець. | 17 червня 2019 | Загинув в районі Донецького аеропорту під час виконання бойового завдання. У бригаді повідомили, що 17.06.2019 в зоні ООС внаслідок ДТП загинув військовослужбовець окремого мотопіхотного батальйону, який перебував за кермом, також тілесні ушкодження дістав ще один військовослужбовець бригади. Похований на Алеї почесних воїнських поховань Рівнянського кладовища Кропивницького. |
| 4195    |                  | Ляшок Олександр Іванович                       | 6 березня 1995, Михайлівка (Олександрійський район) Кіровоградська область. Мешкав в смт Лісове. Старший матрос, навідник 1-го відділення морської піхоти 1-го взводу 2-ї роти 137 ОБМП 35 ОБрМП. По закінченні школи у 2013 одразу вступив на військову службу за контрактом, в/ч А0981 (4-й арсенал боєприпасів). Займався атлетикою. 02.04.2019 підписав контракт у морській піхоті. Залишились мати, двоє братів і син. | 19 червня 2019 | Загинув від множинних осколкових поранень внаслідок обстрілу з гранатометів (АГС та РПГ) поблизу с. Миколаївка (Волноваський район) близько 1:00 (за іншими даними, від смертельного кульового поранення під час обстрілу). Похований у Михайлівці. |
| 4196    |                  | Сорочинський Анатолій Ярославович («Жмурик»)   | 19 березня 1989, Львів. Солдат, стрілець-снайпер 3-го взводу 8-ї роти 3 ОМПБ 24 ОМБр. З 2015 воював у складі батальйону «Айдар». 13.12.2017 підписав контракт з 24-ю бригадою. Залишилися мати і сестра. | 22 червня 2019 | Загинув в результаті підриву на протипіхотній міні близько 18:00, в ході перевірки місцевості в секторі відповідальності спостережного посту поблизу смт Оленівка (Волноваський район). Інтенсивний вогонь ворога унеможливив евакуацію тіла. Після досягнення домовленості щодо припинення вогню, вранці 24 червня тіло загиблого бійця було евакуйоване з небезпечної зони волонтерами місії «Евакуація 200». Після прощання у Львові похований в с. Підрясне Яворівського району, звідки походить родина і де похований його дід. |
| 4197    |                  | Карлаш Олексій Анатолійович («Карлсон»)        | 30 березня 1993, Розкопанці Богуславський район Київська область. Мешкав у Києві. Молодший сержант, старший стрілець 3-го відділення 3-го взводу 6-ї роти 2-го мехбатальйону 54 ОМБр. 2013 закінчив Коледж ресторанного сервісу і туризму НУХТ. Працював кухарем виробництва у ресторані «Готельний комплекс Русь». На війну пішов добровольцем 12.07.2014, 54 ОРБ. Після демобілізації працював в «Оксі таксі». У грудні 2018 знову вирушив в зону ООС. Загалом, пройшов три ротації: річну та дві — по півроку (останній піврічний контракт підписав 20.01.2019). Залишились батьки та двоє братів. | 23 червня 2019 | Близько 20:00 19.06.2019, під час обстрілу спостережного посту в районі м. Попасна з СПГ-9 та іншого озброєння, дістав тяжке осколкове поранення голови (удар був таким потужним, що розірвало захисний шолом), у стані коми був доправлений до Харківського військового шпиталю, переніс тривалу операцію. Помер близько 10:00 23 червня, не приходячи до свідомості. Похований у Розкопанцях. |

## Втрати силових структур з 1 липня 2019 року
Див. Втрати силових структур внаслідок російського вторгнення в Україну (з липня 2019 року)

## Втрати силових структур в тилу під час війни
Болотенко Олександр Олександрович («Говерла»), 15.07.1978, Калинівка (Іванівський район) Одеська область. З 1984 мешкав у с. Басівка Львівська область. Учасник АТО, капітан, військовослужбовець ЗСУ. Закінчив Одеський військовий інститут Сухопутних військ. За розподілом служив у 24 ОМБр в Яворові, протягом 6 років. З початком війни повернувся до війська, з 02.04.2015 — командир 2-ї механізованої роти 5-го мехбатальйону 30 ОМБр, яка згодом увійшла до складу новоствореної 54 ОМБр. Служив на посаді командира 2-роти 1-го мехбатальйону 54 ОМБр, у 2016—2017 — заступник командира 1-го батальйону з тилу. Учасник боїв на Світлодарській дузі (смт Луганське). Виконував бойові завдання в Золотому, Станиці Луганській, Троїцькому, Попасній. Нагороджений медаллю «10 років сумлінної служби». Під час несення служби в районі м. Попасна потрапив до шпиталю із запаленням легенів. Помер 01.04.2019 у Харківському військовому госпіталі внаслідок інсульту. Залишились батьки, брат, донька.
 Гуменюк Олександр Глебович, 04.05.1992, Джанкой АР Крим. Учасник АТО/ООС, молодший лейтенант, заступник командира гаубичної батареї 24 ОШБ «Айдар». З юнацьких років захоплювався історією. Вищу освіту здобував у Сімферополі. З початку Революції Гідності їздив на київській Майдан. Із липня 2014 весь час служив на передовій. Брав участь у боях за Щастя, Станицю Луганську, Трьохізбенку, в спецопераціях в районі Бахмута і Лисичанська. У свій вихідний залишив в/ч у Дніпропетровській області, де перебував на ротації, і не повернувся. 02.04.2019 знайдений мертвим, з понівеченим обляччям, у лісосмузі поблизу Харкова. Похований у м. Бердичів на Житомирщині, де мешкає частина його родини.
 Політько Юрій Володимирович. Мешкав у м. Київ. Учасник АТО. Полковник, офіцер Головного управління військового співробітництва та миротворчих операцій ГШ ЗСУ. Миротворець, проходив службу у місті Кітчанга, ДР Конго, у якості військового спостерігача. 08.04.2019 прибув до міста Гома та був терміново доставлений до шпиталю, діагноз — малярія. 9 квітня автомобільним транспортом був доставлений до шпиталю у місті Кампала, Уганда. 11.04.2019 помер у шпиталі міста Кампала внаслідок важкої форми протікання хвороби. Залишились мати, сестра.
 Мельник Сергій Григорович, Деражня Хмельницька область. Учасник АТО/ООС. 2015 був призваний за мобілізацією, брав участь у бойових діях. Згодом підписав контракт. Помер вранці 13.04.2019 у військовій частині від гострої серцевої недостатності.
 Глива Іван Іванович, 21.05.1976, Раків Ліс Камінь-Каширський район Волинська область. Учасник АТО/ООС, старший сержант, командир відділення 14 ОМБр. Служив за контрактом з 2016. 30.04.2019 про раптову смерть військовослужбовця повідомила Прес-служба бригади.
 Павленко Антон Сергійович, 1987 р.н., Бориспіль Київська область. Мешкав в смт Баришівка. Учасник АТО. Майор поліції, заступник начальника Баришівського відділення поліції Переяслав-Хмельницького ВП ГУНП в Київській області. Закінчив школу з золотою медаллю. Після закінчення Луганського державного університету внутрішніх справ розпочав службу в Баришівській міліції на посаді оперуповноваженого служби боротьби з економічною злочинністю. Брав безпосередню участь в проведенні АТО на Сході України у складі зведеного загону працівників Головного управління, пройшов дві ротації. В листопаді 2015 був призначений на посаду заступника начальника Баришівського відділення поліції-керівника патрульної поліції. Вбитий у ніч на 05.05.2019 біля ресторану «Маестро» у м. Баришівка. Як зазначили у поліції, майор перебував поза службою в одному з кафе Баришівки (за даними ЗМІ, — святкував свій День народження), та коли вийшов на терасу, в нього здійснили смертельний постріл у шию. Напад пов'язують з професійною діяльністю. Як розповів родич поліцейського, цього року на нього вже було скоєно замах, — у січні в нього стріляли на подвір'ї будинку, в якому він мешкав. Похований в Борисполі. Залишились батьки, дружина та син, який народився 2 травня.
 Ковалишин Степан Володимирович, Підбереззя (Горохівський район) Волинська область. Солдат, військовослужбовець 14 ОМБр. Проходив службу майже рік, з 2018. Раптово помер під час перебування у відпустці за місцем проживання. Про смерть військовослужбовця повідомили 10.05.2019 на facebook-сторінці бригади. Похований на кладовищі с. Підбереззя.
 Кльонов Олексій Володимирович, 04.06.1966, 52 роки, Рівне. Полковник медичної служби, заслужений лікар України (2016), начальник Рівненського гарнізонного військового госпіталю (командир в/ч А1446, 1129-й військовий госпіталь ВМКЦ Західного регіону). Закінчив Ленінградську військово-медичну академію. Останні 14 років очолював Рівненський госпіталь. Під час війни також працював у в Покровському військовому госпіталі на Донеччині. Помер ввечері, близько опівночі, 09.05.2019 внаслідок серцевого нападу. Похований на кладовищі у Новому Дворі. Залишились дружина, донька, онуки.
 Авраменко Богдан Миколайович, Рівне. Мешкав у м. Кам'янець-Подільський Хмельницька область. Капітан, командир інженерно-саперної роти окремого інженерно-технічного батальйону (в/ч А4568) 48 ІБр. Закінчив Житомирський військовий інститут імені С. П. Корольова. Учасник ООС. Загинув близько 07:00 10.05.2019 у ДТП на Кільцевій дорозі Святошинського району м. Києва, в результаті зіткнення автомобілю ВАЗ 2106, в якому перебували двоє військовослужбовців, котрі поверталися в Кам'янець-Подільський з навчань Об'єднаних сил, з припаркованою вантажівкою MAN. Обидва чоловіки дістали травми, що несумісні з життям, і померли ще до приїзду «швидкої». Прощання пройшло у Будинку офіцерів у Кам'янець-Подільському. Залишилась дружина та син від першого шлюбу.
 Кочергін Іван, Кам'янець-Подільський Хмельницька область. Солдат, водій автомобільного відділення взводу забезпечення окремого інженерно-технічного батальйону (в/ч А4568) 48 ІБр. Учасник ООС. Загинув близько 07:00 10.05.2019 у ДТП на Кільцевій дорозі Святошинського району м. Києва, в результаті зіткнення автомобілю ВАЗ 2106, в якому перебували двоє військовослужбовців, котрі поверталися в Кам'янець-Подільський з навчань Об'єднаних сил, з припаркованою вантажівкою MAN. Обидва чоловіки дістали травми, що несумісні з життям, і померли ще до приїзду «швидкої». Прощання пройшло у Будинку офіцерів в Кам'янець-Подільському. Залишилась донька.
 Олексієвець Анатолій Федорович («ЛОМ»). Учасник АТО/ООС, солдат, 72 ОМБр, 7-ма «шалена» рота. У червні 2017 нагороджений медаллю «За військову службу Україні». Помер 14.05.2019.
 Попович Олег Андрійович, 47 років, мешкав у м. Роздільна Одеська область. Учасник АТО/ООС, прапорщик, технік відділення IP шифрування в/ч А1283 ОК «Південь» (64-й інформаційно-телекомунікаційний вузол). В ЗСУ — майже 26 років, нагороджений відзнаками: медаль «15 років Збройним Силам України», медаль «20 років сумлінної служби», нагрудний знак «За взірцевість у військовій службі» III ступеня. Під час служби в зоні ООС у січні 2019 був госпіталізований до шпиталю м. Покровська, згодом діагностували рак. 17.05.2019 нагороджений орденом Данила Галицького (посмертно). Дата смерті потребує уточнення. Залишились дружина-військовослужбовець та 8-річна донька.
 Волков Володимир Анатолійович, 02.08.1976, Новий Буг Миколаївська область. Учасник АТО/ООС, молодший сержант, старший військовий медик групи інженерного забезпечення 56 ОМБр. На війні — з 2017. Помер 20.05.2019 на полігоні в результаті зупинки серця. Похований на кладовищі Нового Бугу. Залишилася батьки, діти.
 Якубяк Руслан Олександрович, 13.11.1977, Жовті Води Дніпропетровська область. Учасник АТО, головний сержант — командир відділення батальйону охорони 55 ОАБр (раніше — 39 ОМПБ «Дніпро-2»). На фронті — з 2014, воював в районі Авдіївки. Загинув 22.05.2019 в результаті ДТП, що сталася о 00:25 поблизу с. Івашинівка П'ятихатського району. Попередньо встановлено, що автомобіль «Kia Magentis», в якому перебував Руслан разом зі співробітниками поліції, з'їхав з траси у кювет, врізався в дерево та загорівся. Руслан та інспектор сектору реагування патрульної поліції Жовтоводського ВП Сергій Кришин загинули на місці. Також з тяжкими травмами до лікарні доставлений ще один поліцейський сектору реагування патрульної поліції Жовтоводського ВП Віталій Махоня. Як встановлено, в момент ДТП співробітники поліції перебували поза службою. Напередодні Руслан приїхав додому з військової частини на похорон брата. Похований у Жовтих Водах. Залишились батьки, дружина та двоє дітей, — син і донька.
 Шемракович Віталій Іванович («Шемра»), 1980 р.н., Криштопівка (Волочиський район) Хмельницька область. Мешкав у м. Львів. Учасник АТО/ООС, механік-водій 24 ОМБр. Воював з 2014, в подальшому служив за контрактом. 23 травня після госпіталю поїхав до рідної Криштопівки, де залишилась батьківська хата. 24.05.2019 сім'ї повідомили, що Віталій помер від серцевого нападу, але на голові є сліди забиття. Похований у мкрн Рясне-1 (Львів). Залишилась дружина та двоє дітей.
 Мазепа Ігор Ярославович, 1979 р.н. Учасник АТО/ООС з 2014. Полковник, льотчик 1-го класу, командир 16 ОБрАА «Броди», в/ч А2595. У квітні 2014 був поранений в зоні АТО, в липні того ж року нагороджений орденом Данила Галицького. У жовтні 2015 був призначений на посаду заступника командира з льотної підготовки 18-го окремого вертолітного загону Місії ООН у ДР Конго. З 2018 очолював бродівську бригаду. Близько 23:28 29.05.2019, під час нічного тренувального польоту в рамках планових навчань «День—Ніч» вертоліт Мі-8 впав та загорівся у лісі за 3 км від с. Сестрятин Радивилівського району Рівненської області. Очевидці розповіли, що над селом пролетіли два вертольоти, один з них загорівся ще у повітрі і впав, вибуху чутно не було, бачили лише сполох. Внаслідок авіакатастрофи загинули чотири члени екіпажу. Залишилися дружина та син. Після проведення 21 експертизи з військовими льотчиками 11 червня попрощались у Бродах. Похований в м. Броди.
 Попенко Владислав Валерійович, 04.04.1995, Вінниця. Учасник АТО. Старший лейтенант, льотчик 3-го класу, льотчик-штурман 16 ОБрАА «Броди». З родини військовослужбовців: батько — військовий льотчик, мати — медсестра у військовому шпиталі. Навчався у Вінницькій фізико-математичній гімназії № 17. 2017 закінчив ХНУПС ім. Івана Кожедуба (бакалавр, спеціальність «Військове управління»), після чого поступив на службу в 16-ту бригаду. У 2018 виконував польоти на бойовому вертольоті в зоні АТО/ООС, доставляв поранених у шпиталі. Близько 23:28 29.05.2019, під час нічного тренувального польоту в рамках планових навчань «День—Ніч» вертоліт Мі-8 впав та загорівся у лісі за 3 км від с. Сестрятин Радивилівського району Рівненської області. Внаслідок авіакатастрофи загинули чотири члени екіпажу. Залишились батьки, молодший брат і наречена. Після проведення 21 експертизи з військовими льотчиками 11 червня попрощались у Бродах. Похований в м. Вінниця, на Алеї слави Центрального кладовища.
 Романюк Василь Миронович, 1991 р.н., Броди Львівська область. Капітан, бортовий авіаційний технік-інструктор 16 ОБрАА «Броди». Випускник ХНУПС ім. Івана Кожедуба. Близько 23:28 29.05.2019, під час нічного тренувального польоту в рамках планових навчань «День—Ніч» вертоліт Мі-8 впав та загорівся у лісі за 3 км від с. Сестрятин Радивилівського району Рівненської області. Внаслідок авіакатастрофи загинули чотири члени екіпажу. Залишилась дружина та двоє дітей, — син і донька. Після проведення 21 експертизи з військовими льотчиками 11 червня попрощались у Бродах. Похований в м. Броди.
 Дацюк Павло Юрійович, 1994 р.н., Гаї (Пустомитівський район) Львівська область. Старший лейтенант, бортовий авіаційний технік 16 ОБрАА «Броди». Випускник ХНУПС ім. Івана Кожедуба. Близько 23:28 29.05.2019, під час нічного тренувального польоту в рамках планових навчань «День—Ніч» вертоліт Мі-8 впав та загорівся у лісі за 3 км від с. Сестрятин Радивилівського району Рівненської області. Внаслідок авіакатастрофи загинули чотири члени екіпажу. Після проведення 21 експертизи з військовими льотчиками 11 червня попрощались у Бродах. Похований в с. Гаї.
 Зінченко В'ячеслав («Козак»). Учасник АТО/ООС. Військовослужбовець ЗСУ, доброволець батальйону ОУН. Навесні 2016 воював з батальйоном в Пісках, у 2016—2017 пройшов кілька ротацій в Кримському (район траси Бахмутка). Після цього пішов до ЗСУ. Помер на мирній території, — повідомили волонтери 30.05.2019. Без батька лишилося четверо дітей.
 Звєрєв Руслан Олександрович («Звір»), 13.08.1982, Харків. Учасник АТО/ООС, боєць спецпідроздлу особливого призначення МВС України «Схід». На фронт пішов добровольцем у 2014, учасник Широкинської наступальної операції, воював в районі Гранітного, Авдіївки, Мар'їнки, Попасної. Помер 31.05.2019, впавши в кому та не приходячи у свідомість, внаслідок харчового отруєння під час відпустки. Залишились батьки, Руслан був єдиним сином.
 Прозапас Ігор Миколайович («Кіхот»), 19.12.1980, Запоріжжя. Учасник АТО, старший лейтенант, заступник командира ОЗСпП «Азов» із застосування артилерії, в/ч 3057 НГУ. Закінчив із відзнакою транспортний факультет НУ «Запорізька політехніка». Згодом здобув другу вищу освіту у сфері менеджменту. Займався бізнесом. Учасник Революції Гідності. Був одним з тих, хто зупинив спробу проросійського заколоту у Запоріжжі 13.04.2014 (коли після російської окупації Криму колабораціоністи у Запоріжжі вийшли на підтримку окупанта, їх оточили й закидали яйцями). На фронті — з 2014, спочатку служив у добровольчому батальйоні МВС «Золоті ворота». Свій шлях в «Азові» почав у мінометній батареї в 2015, згодом очолив її, а потім став заступником командира полку. Під час виконання бойового завдання поблизу с. Широкине потрапив у засідку, ризикуючи власним життям, прикривав своїх товаришів та зміг вивести особовий склад без втрат, у 2017 був нагороджений відзнакою МВС «Вогнепальна зброя». Один із героїв фільму Радіо Свобода «СІЧ». Під його авторством вийшло декілька наукових статей, наприклад, про систему управління вогнем ISTAR у сучасному військовому конфлікті. Був одним з офіцерів, які впроваджували стандарти НАТО в полку «Азов». З 2018 працював у Генштабі ЗСУ та ТОВ «Корнер Сервіс». Помер 02.06.2019 внаслідок зупинки серця під час пробіжки. Похований у Запоріжжі. Залишились батьки і брат — Валерій Прозапас, учасник АТО, офіцер резерву першої черги 92 ОМБр, бізнесмен, громадський діяч, політик.
 Михайленко Юрій Іванович, 03.12.1980, Жукин Вишгородський район Київська область. Учасник АТО. Прапорщик, командир взводу 93 ОМБр. Раніше працював у Службі безпеки України. В бригаді — з липня 2015. Через погіршення стану здоров'я під час бойових дій у травні 2019 був направлений в лікарню ім. Мечнікова (м. Дніпро). Помер близько 5:00 03.06.2019 від гострої серцево-судинної недостатності.
 Щепець Олександр Вікторович («Депутат»), 15.04.1987, Миколаївка (Васильківський район) Дніпропетровська область. Учасник АТО. Молодший сержант, помічник начальника групи охорони та патрульно-постової служби Спецвідділу ВСП «Сармат» (в/ч А2176, Запоріжжя). 2006 закінчив ПТУ № 6 м. Дніпро. З 28.08.2014 по 11.09.2015 проходив службу у 20 ОМПБ «Дніпропетровськ» на посаді стрільця. 22.01.2015, у бою за блок-пост в с. Красний Партизан (нині — Бетманове) неподалік Горлівки, потрапив у полон, був визволений 07.03.2015 за обміном. З 13.02.2016 служив за контрактом у ВСП. Помер 08.06.2019 вдома, не витримало серце.
 Миколайчук Володимир Дмитрович, 11.05.1970, Козин (Рожищенський район) Волинська область. Учасник АТО/ООС, начальник радіостанції 14 ОМБр. З 2016 проходив військову службу за контрактом. Помер 13.06.2019 на Одещині, де перебував на лікуванні.
 Федчук Сергій Русланович, 02.06.1999, Великі Загірці Дубенський район Рівненська область. Учасник АТО/ООС, солдат, тракторист-машиніст бульдозера дорожнього покриття дорожнього взводу дорожньо-експлуатаційної роти 301-го дорожньо-комендантського батальйону ГУ оперативного забезпечення ЗСУ, в/ч А1246. Навчався у Дубенському вищому художньому профтехучилищі, відразу по закінченні якого у червні 2017 вступив до лав ЗСУ. Помер 13.06.2019 у Львівському шпиталі внаслідок отриманих побутових травм. Похований в с. Великі Загорці. Залишились батьки та молодший брат.
 Турчин Віталій Леонідович, 1973 р.н., Красносілля (Олександрівський район) Кіровоградська область. Капітан, офіцер-інструктор 235-го міжвидового центру підготовки військових частин та підрозділів «Широкий лан», в/ч А1890. Помер 18.06.2019 на Широколанівському полігоні (Миколаївська область) внаслідок зупинки серця.
 Гречушний Юрій Леонідович, 23.03.1965, 54 роки, Суми. Учасник АТО, майор, командир 150-го батальйону територіальної оборони 117-ї Сумської бригади територіальної оборони Сумського ОВК. Раніше — 15 ОМПБ «Суми», начштабу батальйону. Закінчив Сумське вище артилерійське командне училище. Проходив службу в ЗСУ, від командира взводу до начальника розвідки дивізіону, звільнився в запас. У 2014 повернувся на службу, — в 15-му батальйоні «Суми» служив від початку його формування, на посадах начальника розвідки батальйону, начальника штабу. Воював, зокрема, в районі м. Щастя. Після демобілізації підписав контракт та обійняв посаду командира сумського батальйону у військах територіальної оборони (резерв ЗСУ). Помер 18.06.2019 внаслідок хвороби. Похований в Сумах на Баронівському кладовищі. Залишились дружина та донька.
 Копцов (Кобцов) Олександр Сергійович, 1983 р.н., Пологи Запорізька область. Учасник АТО, військовослужбовець 503 ОБМП 36 ОБрМП. 24.12.2018 призваний на військову службу; оператор групи зв'язку. З ним служив і його брат. Помер 22.06.2019 під час виконання службових обов'язків (місце й обставини не уточнені, можливо, в зоні ООС).

## Померлі демобілізовані учасники АТО/ООС
Старіков Дмитро Вікторович («Малюк»), 05.05.1995, Вербовець (Катеринопільський район) Черкаська область. Учасник АТО, 72 ОМБр, 1-й мехбатальйон, 2-га рота. У 18 років пішов до армії, ще до війни вступив на військову службу за контрактом. Звільнився наприкінці 2018. Помер вночі 06.04.2019 у м. Буча Київська область, через серцевий напад, ймовірно, в результаті відриву тромбу. Залишились батьки, сестра.
 Слабовський Володимир Леонардович, 27.05.1962, Сніжне Донецька область. Мешкав у Києві. Волонтер, у 2014—2015 неодноразово особисто відвозив допомогу на фронт, підтримував добровольців ДУК, УДА, БСП «Донбас». Бізнесмен, Заслужений економіст України, був президентом Всеукраїнської асоціації пекарів (з 2003), кавалер ордену «За заслуги» III ступеня (2007), операційний директор агропромислової компанії «Allseeds» (один з найбільших виробників та експортерів сонячної олії). Закінчив Донецькій політех. Працював в аграрному бізнесі понад 20 років, розвивав бізнес на Донбасі, в Криму, Одесі («Одеський каравай»). У 2014 залишив бізнес у Донецьку, з 2015 працював в «Allseeds». Від початку бойових дій боровся за звільнення рідного Донбасу. Передавав на фронт техніку, машини, бронежилети, тепловізори, рації, допомагав вивозити поранених з-під Іловайська, оплачував протези для українських захисників. Компанія Слабовського передала на фронт пересувну баню-пральню, обладнану на а/м MAN. Загинув 07.04.2019 внаслідок ДТП поблизу Києва, — розбився на мотоциклі. Похований на Байковому цвинтарі. Залишилась сім'я.
 Кидалов Євген Володимирович, 01.08.1976, Мелітополь Запорізька область. Учасник АТО, солдат, 23 ОБрОГП, в/ч 3033 НГУ, стрілець. З 08.05.2015 по 20.07.2016 проходив службу за мобілізацією. Помер 08.04.2019. Похований у Мелітополі.
 Колодін Євген Іванович, 31.07.1959, мешканець м. Київ. Учасник АТО, 72 ОМБр, 1-ша танкова рота. 6 квітня у важком стані потрапив до реанімації (аневризма головного мозку, інсульт), перебував у комі в нейрореанімації БСМП. Помер вночі 09.04.2019, не приходячи до свідомості. Поховання на Байковому цвинтарі.
 Синявський Віталій Валерійович, 14.05.1991, Тараща Київська область. Учасник АТО. Навчався у Переяслав-Хмельницькому ДПУ імені Г. Сковороди за спеціальністю «Фізичне виховання». Помер вранці 10.04.2019 внаслідок тривалої важкої хвороби (рак 4 стадії). Похований у Таращі. Залишились батьки, брат.
 Середюк Володимир, 1979, Селезенівка Сквирський район Київська область. Учасник АТО, доброволець. Пішов з життя у червні 2019. Похований 11.06.2019. Залишились батьки.
 Яцожинський Олег Мурманович («Копенгаген», «Баба Яга»), 17.11.1976, Стрий Львівська область. Мешкав у м. Львів. Волонтер АТО (про смерть побратима повідомили у волонтерській ГО «Білі Горвати»). Науковець, геолог. Закінчив Львівський національний університет імені Івана Франка. Працював на посаді заступника начальника відділу у ДП «Науканафтогаз», по тому — завідувачем лабораторії фізики мінералів в ЛНУ. Заснував Російське молодіжне братство у Львові. Захоплювався геотуризмом, проводив екскурсії та лекції, брав участь у наукових конференціях. Був дописувачем української Вікіпедії, — Helgi. Помер о 9:35 11.04.2019 внаслідок хвороби. Похований у м. Сколе. Залишилися дружина та четверо дітей, троє з яких неповнолітні.
 Боберський Ярослав Михайлович, 28.08.1968, Дрогобич Львівська область. Учасник АТО, 24 ОМБр. Помер у квітні 2019. Похований 13.04.2019 в Дрогобичі.
 Устинов Олексій («Домовий»), Кривий Ріг Дніпропетровська область. Учасник АТО, 43 ОМПБ «Патріот». Помер 12.04.2019 внаслідок раптової зупинки серця. Поховання на Всебратському кладовищі Кривого Рогу. Залишились батьки.
 Розбіцький Віктор Миколайович, 1974 р.н., Козятин Вінницька область. Учасник АТО, старший розвідник. На фронт пішов добровольцем, приховавши, що мав травму хребта і третю групу інвалідності. Помер від серцевого нападу. Похований 15.04.2019 у Козятині.
 Паламаренко Микола Андрійович, Кальник (Іллінецький район) Вінницька область. Учасник АТО. Помер вдома 15.04.2019 від серцевого нападу. Похований  у с. Кальник .
 Коляда Борислав Георгійович, 50 років, Підцир'я Камінь-Каширський район Волинська область. Учасник АТО, двічі проходив військову службу на Сході України. Після смерті дружини сам виховував двох доньок. У серпні 2017, коли внаслідок пожежі згорів будинок Борислава, громада допомогла йому відбудувати новий. Помер 16.04.2019 в результаті зупинки серця. Похований в с. Підцир'я.
 Івашко Андрій Андрійович, 24.12.1968, Старобільськ Луганська область. Учасник АТО, старший солдат, 24 ОШБ «Айдар». Підприємець. З початку 2014 захищав Україну та рідну Луганщину разом із сином та дружиною, спочатку в Старобільській самообороні, з травня — у добровольчому батальйоні «Айдар». Член партії «УКРОП». Помер 17.04.2019 близько 23:00 внаслідок тяжкої хвороби після тижня в реанімації. Похований на Старобільському кладовищі. Залишились дружина (депутат Старобільської міськради, голова Луганської обласної організації «УКРОП») та дорослі діти. Син служить в ДПРЧ-6 ГУ ДСНС України у Луганській області.
 Ляскович Ігор Михайлович («Груша»), 07.07.1969, мешканець с-ща Гусятин Тернопільська область. Учасник АТО, батальйон «Айдар», кулеметник. Активний учасник Революції гідності, зокрема, протистоянь на вул. Грушевського. Воював з 2014 (перший склад «Айдару») протягом трьох років, кілька разів був поранений. Помер 22.04.2019. Поховання на батьківщині батьків, в с. Боднарівка (Чемеровецький район) Хмельницької області. Залишився син.
 Бачал Григорій Іванович, 06.05.1982, («Мудрий»), Малий Самбір Конотопський район Сумська область. Мешкав у Конотопі. Волонтер, громадський діяч, заступник голови конотопського штабу НВР «Правий сектор». Учасник усіх Майданів, активіст УНА-УНСО з 2001. З 2016 працював лісником у «Конотопському агролісгоспі». Загинув на службі внаслідок падіння дерева. Похований 27.04.2019. Залишились дружина та двоє дітей.
 Кабаченко Юрій Васильович, 10.10.1984, Лобойківка Петриківський район Дніпропетровська область. Учасник АТО. 17 ОТБр. Помер 26.04.2019. Залишились мати, дружина.
 Шелест Валерій Васильович, 31.07.1979, Білики (Козелецький район) Чернігівська область. Учасник АТО 2014—2015, молодший сержант, 13 ОМПБ «Чернігів-1», 1-ша рота, 1-й мотопіхотний взвод, 1-ше відділення, номер обслуги. Був призваний за мобілізацією на початку 2014. Пройшов бої за Вуглегірськ в районі Дебальцевого. Помер 26.04.2019.
 Смолка Євген Павлович, 25.03.1967, Павлоград Дніпропетровська область. Учасник АТО, 93 ОМБр. Учасник Павлоградської самооборони з перших днів. З початком бойових дій пішов на фронт добровольцем. Виходив з боями з оточення під Іловайськом, був важко контужений, потрапив у полон. Після звільнення з полону продовжив службу, воював у ДАПі, але за станом здоров'я був комісований. Проходив лікування та реабілітацію в госпіталях. Помер 26.04.2019. Похований у Павлограді. Залишилась дружина.
 Завальнюк Віктор Васильович, 12.02.1984, Чернівці. Учасник АТО 2014—2015, солдат, 25 ОПДБр. Був круглим сиротою. У перші роки війни служив за мобілізацією. Помер вранці 27.04.2019 у лікарні після тривалої та важкої хвороби. Поховання на чернівецькому кладовищі у Годилові.
 Демиденков Андрій Іванович («Демон»), 13.09.1984, Херсон. Мешканець Івано-Франківська. Учасник АТО 2014—2017, 4 БОП НГУ, 14 ОМБр. У 2000-х служив за контрактом, виконував завдання у ПАР (Африка). По тому працював у херсонській міліції, капітан міліції, заступник керівника спецвідділу внутрішньої безпеки. Звільнився через тиск з боку начальства. Працював особистим охоронцем у Києві, підтримав Революцію Гідності. У серпні 2014 пішов добровольцем у 4 БОП НГУ «Крук», воював в районі Попасної. 06.09.2015 травмував ногу на полігоні, лікарі радили оформити інвалідність, але після лікування та реабілітації Андрій повернувся на фронт. З 2016 по 2017 служив у 14 ОМБР на посаді командира взводу. По поверненні з війни з листопада 2017 очолював Центр допомоги учасникам АТО. Загинув 27.04.2019 внаслідок ДТП на тисменицькій трасі в Івано-Франківську, — близько 13:40, керуючи а/м ВАЗ 21099, виїхав на зустрічну смугу, де зіткнувся з а/м Renault Master, від отриманих травм загинув на місці. Після прощання в Івано-Франківську поховання на Херсонщині. Залишились батьки, дружина — волонтерка Вероніка Дичковська, та троє дітей від першого шлюбу.
 Жук Дмитро Миколайович, 21.06.1966, Київ. Учасник АТО, підполковник запасу, вчитель дисципліни «Захист Вітчизни» КВЛ ім. Івана Богуна. Випускник Київського Суворовського військового училища (1983) та Київського ВЗКУ ім. Фрунзе. Проходив службу в Білоруському військовому окрузі у військах спецпризначення: командир групи, заступник командира роти, командир роти, помічник начальника оперативного відділення штабу бригади СпП. 1999 звільнився з лав ЗС Республіки Білорусь за вислугою років, переїхав до Києва, отримав українське громадянство. З 1999 по 2014 працював на різних цивільних посадах. З вересня 2014 по вересень 2015 брав участь в АТО у секторі «А» (Луганська область) на посаді старшого офіцера відділення спецпризначення. Помер 28.04.2019 внаслідок зупинки серця.
 Медведський Олександр («Балу»), 1974 р.н., Мирча (Бородянський район) Київська область. Учасник АТО, 25 ОМПБ «Київська Русь». Загинув вранці 30.04.2019 внаслідок пожежі у власному будинку. Похований в с. Мирча.
 Драган Віталій Іванович («Кощій»), 1992 р.н., Кропивницький. Учасник АТО 2014—2015, 3 ОПСпП. На фронт пішов одним з перших, у 2014. Воював за Слов'янськ, Савур-могилу. У 2017 діагностували онкологічне захворювання лімфатичної системи. Проходив лікування в Національному інституті раку та у клініці Gophastanesi (Стамбул, Туреччина), переніс кілька сеансів хіміотерапії, готувався до операції. Помер 01.05.2019. Залишився брат. Похований у Кропивницькому на Алеї почесних воїнських поховань Рівнянського кладовища.
 Омеляшко Олександр Олександрович, 32 роки, Сотниківка Яготинський район Київська область. Учасник АТО 2014—2015, 11 ОМПБ «Київська Русь». Пройшов бої за Дебальцеве (Чорнухине, Нікішине, блокпост «Балу»). Загинув 06.05.2019 в ДТП, — близько 18:00 на відрізку дороги  між м. Яготин та с. Сотниківка водій автомобіля «Chevrolet Niva», керуючи напідпитку, виїхав на зустрічну смугу, де сталося зіткнення з мотоциклом «Jawa», водій та пасажир мотоцикла — Олександр і його батько — від отриманих травм загинули на місці. Поховання в Сотниківці. Залишилась сестра.
 Курчашов Максим Валерійович, 10.05.1973, мешканець м. Харків. Волонтер АТО/ООС. Закінчив Харківський національний університет радіоелектроніки. Займався бізнесом у сфері комп'ютерного обслуговування офісів, ПП «Паломар Сістемз». З початком бойових дій став волонтерам, допомагав 92-ій та 14-ій бригадам, кінологам Харківського та Луганського прикордонних загонів та іншим підрозділам в зоні АТО/ООС, сам шив маскхалати, робив корисні розробки для захисту бійців, особисто відвозив допомогу на передову. Нагороджений грамотами від військових частин, медаллю «За гідність та патріотизм». 06.05.2019 покінчив життя самогубством у м. Харків. Залишились дружина та три доньки.
 Радішевський Віктор («Смольний»), Фастів Київська область. Мешкав у Києві. Учасник АТО (ОЗСпП «Азов» ?). Пішов з життя на початку травня 2019.
 Васильковський Андрій Юрійович, 28.02.1974, Ужгород. Учасник АТО, 93 ОМБр та 15 ОГПБ 128 ОГШБр. Нагороджений медаллю «За оборону шахти Бутівка». Трагічно загинув на початку травня в Ужгороді. Похований 07.05.2019 на ужгородському цвинтарі «Кальварія».
 Мірошніченко Олег («Бача»). Учасник АТО, 79 ОДШБр. У 1980-х проходив військову службу в Афганістані. На війні — з 2014, брав участь у боях за Донецький аеропорт, був поранений і контужений. Нагороджений кількома відзнаками. Помер 08.05.2019 у Миколаєві після тривалої хвороби. Поховання в с. Гостинне.
 Пімкін Геннадій Миколайович, 1975 р.н., мешканець м. Кролевець Сумська область. Учасник АТО, Нацгвардія. Помер після довготривалої тяжкої хвороби. Похований 12.05.2019 у Кролевці. Залишилась сестра.
 Гіпс Сергій, Хмельницька область. Учасник АТО/ООС, десантно-штурмові війська. Школу закінчив у м. Славута, навчався у Львівському технікумі залізничного транспорту. Помер 10.05.2019.
 Магей Іван Іванович, 27.12.1981, Тячівка Тячівський район Закарпатська область. Учасник АТО. Помер 11.05.2019.
 Яковенко Андрій, 37 років, Лаврів (Луцький район) Волинська область. Мешкав у Луцьку. Учасник АТО. Був водієм у зоні бойових дій, вивозив підбиту важку техніку. Демобілізований в серпні 2016. У листопаді 2016 діагностували онкозахворювання. Помер 12.05.2019 внаслідок хвороби. Похований в с. Лаврів. Залишилися мати і син.
 Ісаченко Олександр, Нікополь Дніпропетровська область. Учасник АТО, 43 ОМПБ «Патріот». На війні дістав важкі поранення, отримав інвалідність. Помер 12.05.2019 внаслідок тяжкої хвороби. Похований у Нікополі.
 Вовк Володимир Іванович, 18.02.1979, Гранки-Кути Миколаївський район Львівська область. Учасник АТО, 14 ОМБр. 17.07.2015 був призваний за мобілізацією. Нагороджений медаллю «Захисник України». Помер від раптової зупинки серця. Похований 14.05.2019 в с. Гранки-Кути.
 Рибчинський Олександр Петрович («Петрович»), Хмельницький. Учасник АТО, 5 БТГр 81 ОАеМБр. У 2015, під час обстрілу Водяного переніс інсульт. Помер 16.05.2019 у військовому госпіталі від повторного інсульту. Похований у Хмельницькому. Залишилась дружина і дитина.
 Бабанський Євген Володимирович, 07.09.1970, мешканець м. Енергодар Запорізька область. Учасник АТО, 55 ОАБр, гаубичний дивізіон, розвідник. 1988 проходив строкову службу в Литві. Багато років працював шахтарем на Донбасі. З 2007 мешкав з родиною в Енергодарі. Займався спортом. На фронт пішов добровольцем у серпні 2014, воював в секторі «М», зокрема, біля с. Комінтернове (нині — Пікузи). Після демобілізації займався громадською діяльністю, один із засновників та заступник голови ГО «Енергодарське об'єднання — захисники України». 15.05.2019 потрапив до реанімації СМСЧ № 1 м. Енергодар з тяжкою травмою голови внаслідок бійки на зупинці біля Палацу культури «Сучасник». Помер вночі 18.05.2019. Поховання в Енергодарі. Залишились мати, дружина та донька. Кримінальна поліція Енергодарського відділу поліції встановила особу підозрюваного, його затримано.
 Гаврилов Валерій Васильович, 12.04.1971 (за даними поліції — 1972 р.н.), Луганськ. Учасник АТО 2014—2015, 24 ОШБ «Айдар». Учасник збройного конфлікту в Абхазії у 1990-х, за його словами, воював на боці абхазьких сепаратистів проти грузинських військ, був поранений. Журналіст і редактор низки друкованих та інтернет-ЗМІ Луганська, працював у луганській газеті «XXI век», «Реальній газеті» (з 2007),  у прес-службі Луганської обласної організації «Фронту змін». Із 2013 був редактором «Подорожної газети», створив онлайн-ресурс «Луганськ і луганчани». Співпрацював з журналістами як українських, так й іноземних ЗМІ. Влітку 2014 публікував на своєму сайті відео обстрілів Луганська сепаратистами зсередини міста. В серпні 2014 приєднався до батальйону «Айдар». Був одним з тих бійців, які затримали та етапували до Києва сепаратиста Павла Малиша, — колишнього луганського чиновника, який після окупації почав співпрацювати з проросійськими терористами як «заступник міністра охорони здоров'я ЛНР». За заявою дружини Малиша було відкрите кримінальне провадження щодо «викрадення». 04.10.2014 затриманих «айдарівців» звільнили з СІЗО. У 2015 було повідомлення, що Валерій Гаврилов загинув 08.02.2015 у боєзіткненні з ДРГ в районі смт Станиця Луганська, яке виявилось хибним (за однією з версій, це було інсценоване з метою уникнення кримінального переслідування, згодом справу про викрадення закрили). За даними ЗМІ, Валерій жив під чужим ім'ям. Загинув 17.05.2019 о 16:26 в м. Старобільськ, у приміщенні філії «ПриватБанку» по вул. Шевченка, внаслідок вибуху гранати РГД-5. Валерій намагався відкрити рахунок (оформити кредитну картку), пред'явивши паспорт громадянина України 1966 р.н., але співробітник банку виявив ознаки підроблення документу і викликав поліцію. Під час перевірки чоловік дістав гранату, яка вибухнула. «Він дістав з сумки гранату, висмикнув чеку, підняв гранату над головою і крикнув усім, хто був у приміщенні, тікати». Валерій загинув на місці, ще 6 людей дістали поранення. За даними журналіста Олександра Бєлокобильського, правоохоронці знайшли при загиблому, окрім підроблених і справжніх документів, також довідку з результатами клінічного обстеження, згідно якої у загиблого було онкологічне захворювання на пізній стадії. В рамках відкритого кримінального провадження було проведено обшуки та знайдено значний арсенал зброї та вибухівки у с. Містки (Сватівський район). Залишилась дружина та дитина 2015 р.н..
 Лех Богдан Богданович, 35 років, Червоноград Львівська область. Учасник АТО, 14 ОМБр. Помер 18.05.2019.
 Коляда Олександр Миколайович («Лемур»), 17.11.1994, Черкаси. Учасник АТО/ООС, батальйон «Айдар» та 92 ОМБр. Здобув фах столяра. Учасник Революції Гідності. На фронт пішов навесні 2014 (перший склад «Айдару»), розвідник. 13.10.2014 поблизу м. Щастя дістав важке поранення, три доби перебував у комі. Був поранений в районі м. Мар'їнка, півтора року проходив лікування та реабілітацію. В подальшому служив за контрактом у 92 ОМБр. Загинув у ніч на 19.05.2019 в м. Харкові внаслідок ДТП. Похований у Черкасах. Залишились батьки, брат та вагітна дружина.
 Ходєєв Денис Юрійович («Прапор»), 09.09.1983, Харків. Учасник АТО, 92 ОМБр. Трагічно загинув 19.05.2019. Похований у Харкові, на Алеї слави кладовища № 18.
 Бричук Валерій, 1970 р.н., Новий Буг Миколаївська область. Учасник АТО, 93 ОМБр. У 2015 воював в районі м. Красногорівка. Раптово помер 19.05.2019. Похований на кладовищі м. Новий Буг, біля могили своєї сестри.
 Аношкін Олександр Олександрович, 03.01.1986, Новомиколаївка (Новобузький район) Миколаївська область. Учасник АТО 2014—2015, молодший сержант, 19 ОМПБ, 3-тя рота, 2-й взвод, кулеметник. 18 травня стався інсульт, помер в реанімації о 2:00 20.05.2019. Похований у Новомиколаївці.
 Ланчинський Віталій Володимирович, 34 роки, Незабудине Солонянський район Дніпропетровська область. Учасник АТО, Нацгвардія. Пішов з життя 22.05.2019. Похований у станиці Незабудине. Залишились мати, брат (також учасник АТО), дружина та троє дітей.
 Редько Анатолій («Моряк»), 41 рік, мешканець м. Київ. Учасник АТО/ООС, офіцер, 93 ОМБр, 3-й мехбатальйон, 9-та рота, командир взводу. Воював у Пісках в роті Володимира Цірика. Загинув 23.05.2019 в ДТП на Закарпатті, —  близько 14:30 на автодорозі «Рогатин — Мукачево» поблизу села Лазещина Рахівського району перекинувся рейсовий автобус «Еталон» сполученням Івано-Франківськ — Мукачево, яким Анатолій їхав на могилу загиблого командира роти. Він загинув на місці, ще троє людей постраждали. За попередньою версією, в автобусі відмовили гальма, під час спуску водій намагався втримати автобус, але на крутому повороті той на швидкості перекинувся.
 Лосінець Руслан Ростиславович, 26.06.1974, Нетішин Хмельницька область. Учасник АТО 2014—2015, 95 ОАеМБр, військовий медик. 1993 закінчив медучилище в Яготині. З 1995 працював фельдшером на Хмельницькій станції швидкої допомоги обласного центру екстреної медицини та медицини катастроф. До ЗС України був призваний на початку війни. Виконував завдання в районі Слов'янська. Внаслідок перенесеного під час служби почались проблеми з серцем та приступи тахікардії, потрапив у госпіталь. Після повернення додому проблеми зі здоров'ям залишились. Помер 23.05.2019. Похований в Нетішині. Залишилась дружина, діти.
 Чуфицький Олександр Євгенович («Балу»), 26.02.1974, мешканець м. Коломия Івано-Франківська область. Учасник АТО 2015—2016, старшина, 128 ОГШБр. Займався бізнесом. Був призваний під час 2-ї хвилі мобілізації. У 2016 дістав поранення в бою біля шахти Бутівка, — осколки снаряду розірвали ліву руку. Лікувався півтора року, переніс 15 операцій та проходив реабілітацію. Помер 27.05.2019 у Чернігівській області в результаті інсульту. Поховання в м. Мена на Чернігівщині. Залишилися дружина та двоє синів.
 Кулаков Павло, Гостомель Київська область. Мешкав у м. Буча. Учасник АТО. Був призваний під час 3-ї хвилі мобілізації. Помер 26.05.2019, зупинилося серце. Похований на новому Гостомельському кладовищі. Залишились мати і брат.
 Єгоров Борис Павлович («Метадон»), Київ (Святошинський район міста). Учасник АТО 2014—2015, 12 ОМПБ «Київ», водій штабу. Навчався у Київському коледжі зв'язку, Одеській академії зв'язку, МВПУ зв'язку (Київ). Працював в Укртелекомі, з 2009 — в АТ «Укрпошта». Доброволець першої хвилі мобілізації. Помер в ніч на 26.05.2019 внаслідок гострого нападу астми. Похований на Берковецькому кладовищі Києва.
 Соколов Ігор Вікторович («Сокіл»), 26.10.1984, Черепин (Тетіївський район) Київська область. Учасник АТО. До ЗС України був призваний за мобілізацією в березні 2014, у 2016 підписав контракт. Помер 28.05.2019. Похований в Черепині. Залишилась мати, Ігор був єдиним сином.
 Оганесян Алік, 19.09.1967, Грузія—Україна. Учасник АТО/ООС, 57 ОМПБр. Помер 29.05.2019 внаслідок хвороби. Залишились дружина, діти, внуки. Донька — військовослужбовець 57 ОМПБр, син — служить у морській піхоті.
 Наумчук Тарас Іванович, 22.02.1987, Городок (Рівненський район) Рівненська область. Учасник АТО, доброволець. Був поранений. Захворів на панкреатит, переніс 7 операцій у Рівненській ОКЛ. Помер наприкінці травня. Похований 31.05.2019 в Городку. Залишились батько (учасник АТО), мати, сестра.
 Коломієць Ігор Володимирович («Коча»), 16.01.1975, Рокитне Київська область. Учасник АТО 2014—2015, 25 ОМПБ «Київська Русь». В грудні 2018 діагностували онкохворобу. Помер 01.06.2019. Похований в смт Рокитне.
 Томашук Володимир Федорович, 07.11.1974, Бірки (Любешівський район) Волинська область. Учасник АТО, старший солдат, 25 ОПДБр. Був призваний за мобілізацією у 2014. Трагічно загинув 01.06.2019 на будівництві у Польщі. Поховання в с. Бірки. Залишилися дружина та донька. Прим. Раніше ЗМІ повідомляли, що у Варшаві на будівництві, під час демонтажу будинку, внаслідок обвалу стіни постраждали три українських будівельники, один з них, 31-річний чоловік, за кілька годин помер у лікарні.
 Ткач Роман Юрійович, мешканець м. Київ (Дніпровський район міста). Учасник АТО. Помер 04.06.2019 внаслідок тривалої онкохвороби. Залишилась дружина та маленька донька.
 Гнатенко Роман Михайлович, 1982 р.н., Глобине Полтавська область. Учасник АТО, старший солдат. Помер 03.06.2019 після тривалої та важкої хвороби, кількох операцій. Похований в м. Глобине. Залишились батьки.
 Волошин Володимир Віталійович, 26.02.1960, Бердичів Житомирська область. Учасник АТО, 14 ОМБр. Офіцер запасу. На фронт пішов добровольцем, не зважаючи на вік та стан здоров'я, служив півтора року в районі Мар'янки, Красногорівки, Станиці Луганської. Помер 05.06.2019 після тривалої хвороби. Похований у Бердичєві. Залишились брат, донька, онуки.
 Чижков Вадим Леонідович, 21.01.1982, Лозова Харківська область. Учасник АТО. Помер 06.06.2019 внаслідок інсульту. Похований у Лозовій.
 Антонов Сергій («Чечен»). Учасник АТО, 93 ОМБр.   Учасник оборони ДАП. Пішов з життя у червні 2019, про смерть побратима повідомив 07.06.2019 колишній заступник командира бригади Олександр Василенко.
 Горбенко Олександр Анатолійович, 15.05.1981, Рівне (Новоукраїнський район) Кіровоградська область. Мешкав у м. Кропивницький. Учасник АТО, 57 ОМПБр, навідник БТР-70. Закінчив ЦНТУ. Працював регіональним менеджером у Кіровоградській та Черкаській областях. З 17.05.2016 проходив військову службу за контрактом, воював в районі Маріуполя, Донецька. Влітку 2017 був направлений до військового госпіталю, діагностували онкозахворювання. Переніс кілька сеансів хіміотерапії, втратив ногу.  Помер 08.06.2019. Поховання 11 червня у м. Кропивницькому на Алеі Слави.
 Бурбан Ярослав Богданович, 23.09.1982, Червоноград Львівська область. Мешкав у м. Львів. Учасник АТО. Закінчив Львівський державний університет внутрішніх справ (2004, «Правознавство»). Після строкової служби працював охоронцем, помічником адвоката, юрисконсультом притулку для дітей Служби у справах дітей Львівської ОДА, з 2009 по 2013 — торговим представником, менеджером в магазині-салоні торговельного та мебельного обладнання ТОВ «Троянда», техніком по монтажу та сервісному обслуговуванню цифрового телебачення та інтернету на ТОВ «Воля», консультантом в компанії супутникового цифрового телебачення «Viasat». Захоплювався туризмом, екстремальними видами спорту. Був мобілізований у червні 2014, під час бойових дій дістав вибухову травму. Помер 09.06.2019.
 Пшик Андрій Богданович, 1978 р.н., Львів. Учасник АТО у 2016, НГУ, в/ч 4114, начальник військового наряду (НВН) — старшина роти. Загинув у ДТП, що сталася близько 11:20 11.06.2019 на трасі Київ — Чоп у с. Нагірне (Сколівський район), — керуючи а/м Dacia Logan, не впорався з керуванням, виїхав на зустрічну смугу, де спричинив лобове зіткнення з автофургоном Mercedes Atego. Андрій загинув на місці, його пасажир доставлений до лікарні. Залишились дружина та дві доньки, похований у Львові на кладовищі в Сокільниках.
 Левченко Євгеній Володимирович, 1985 р.н., Красна Слобідка Обухівський район Київська область. Учасник АТО, 25 ОМПБ «Київська Русь». У 2003—2005 проходив строкову службу в Криму, 50 ЗРП, м. Феодосія. Був призваний за мобілізацією 12.06.2014, брав участь у бойових діях, звільнений зі служби 24.06.2016. Помер опівночі 13.06.2019 внаслідок відриву тромбу. Похований в с. Красна Слобідка.
 Сиченко Микола Миколайович, Семенівка (Обухівський район) Київська область. Учасник АТО, 14 ОМБр. З 12.02.2015 до 06.05.2016 проходив службу за мобілізацією. Помер вночі 14.06.2019 внаслідок зупинки серця. Поховання у с. Семенівка.
 Прядка Марина, 1986 р.н., Шрамківка Драбівський район Черкаська область. Мешкала у м. Кременчук Полтавська область. Учасниця ООС, Полк поліції «Київ». Працювала перукарем в салоні красоти. Проходила службу в районі м. Авдіївка. На фронті познайомилась із майбутнім чоловіком (72 ОМБр), після одруження мешкала у Кременчуці. У червні 2019 потрапила до лікарні з черепно-мозковою травмою (за словами чоловіка, — впала у ванній, результати СМЕ підтвердили зловживання алкоголем і травму від падіння), після операції впала у кому, померла, не приходячи до тями (про смерть повідомили 13.06.2019). Залишилися мати, сестра, 12-річна донька на Чернігівщині й чоловік у Кременчуці. Поховання в с. Шрамківка.
 Матей Денис, Житомирська область. Учасник АТО/ООС, сержант, 30 ОМБр. Проходив службу за контрактом, виконував завдання в районі Мар'їнки. Звільнився із ЗСУ 30.03.2019. Пішов з життя (повісився) 12.06.2019.
 Таранников Ігор Олександрович («Портос»), 59 років, Київ. Учасник АТО, офіцер, 169 НЦ «Десна», заступник командира підрозділу з технічної частини, військовий пенсіонер. Закінчив Київське вище зенітно-ракетне інженерне училище. Кілька років викладав у військовому вузі. Займався бізнесом. У 2015 був призваний за мобілізацією як доброволець, займався технічною частиною та підготовкою фахівців у «Десні». Їздив з перевіркою і налагодженням техніки по всій лінії фронту. Після демобілізації хотів підписати контракт, але медики на комісії категорично відмовили. Продовжив допомагати армії з відновленням складної військової техніки, з впровадженням в армії новітніх засобів зв'язку. Помер 14.06.2019, не витримало серце, — в день приїзду з чергового відрядження у війська. Поховання на Байковому кладовищі Києва. Залишились діти.
 Доманський Олег, 24.05.1984, Нововолинськ Волинська область. Учасник АТО 2014, 51 ОМБр, 3 мехбатальйон. Був призваний у першу хвилю мобілізації, проходив службу з квітні 2014 по квітень 2015, в зоні АТО — з 23 червня по 31 серпня 2014. Помер 14.06.2019 у лікарні Нововолинська. Залишилися двоє синів.
 Вегера Григорій («Жора»), 44 роки, Миколаїв (Львівська область). Учасник АТО/ООС, доброволець, УДА, 8 ОБ «Аратта». Помер 14.06.2019, зупинилося серце.
 Ібатов Руслан Рамисович, 18.10.1968, Сквира Київська область. Учасник АТО. Помер у червні 2019. Похований 17.06.2019 в Сквирі. Залишились дружина та двоє синів.
 Підручний Михайло Михайлович, 05.09.1977, Івано-Франківськ. Учасник АТО, 80 ОДШБр. Помер у ніч на 17.06.2019 внаслідок внутрішнього крововиливу. Поховання в Івано-Франківську. Залишились брат, дружина та дві доньки.
 Помазов Андрій В'ячеславович, 23.06.1968, Мелітополь Запорізька область. Учасник АТО 2015, 53 ОМБр, командир кулеметного відділення. Помер 17.06.2019 у Мелітополі внаслідок тяжкої хвороби. Похований у Мелітополі.
 Малинський Вадим Валентинович («Аргон»), мешканець м. Решетилівка Полтавська область. Учасник АТО 2014—2016. Пройшов дві мобілізації (1-ша і 6-та хвилі). Помер вранці 17.06.2019. Похований у Решетилівці.
 Гураль Тетяна Іванівна, 02.05.1977, Березівка (Тисменицький район) Івано-Франківська область. Учасниця АТО, 128 ОГПБр та 44 ОАБр, радіотелефоністка. 1995 закінчила Надвірнянський коледж за фахом бухгалтера. Працювала за фахом в Івано-Франківському аеропорту, у Березівській сільраді. Якийсь час їздила на заробітки до Сибіру. До війни працювала продавцем у приватних підприємців. 2015 вступила на військову службу за контрактом, проходила підготовку у 128 ОГПБр за спеціальністю радіотелефоніста, а також навчання з первинної медичної допомоги, після чого була направлена до 44-ї бригади, в роту охорони. За деякий час була переведена до Бережанського військкомату Тернопільської області, звідти відряджена знову до 128 бригади. Після підготовки на Рівненському полігоні вирушила в Донецьку область у складі артилерійського батальйону, де пробула 7 місяців. За час служби отримала захворювання, — виразку шлунку. Померла у червні 2019 в реанімації. Похована 23.06.2019 в Березівці. Залишились чоловік (учасник АТО) та дві дорослі доньки-близнючки.
 Корженко Віктор («Тимур»), Будилівка Радомишльський район Житомирська область. Учасник АТО 2015, 95 ОДШБр. На війні дістав поранення. У 2019 був направлений на лікування до Києва в Інститут медицини праці, помер 21.06.2019, не витримало серце. Похований в с. Будилівка.
 Сліпенький Максим Сергійович, 13.08.1981, Іллінці Вінницька область. Учасник АТО 2014, був мобілізований у першу хвилю як доброволець. З 2017 працював водієм у Філії «Птахокомплекс» ТОВ «Вінницька птахофабрика» в Ладижині. 10.06.2019 на підприємстві, намагаючись врятувати колегу з ями з відходами виробництва, отруївся і впав у кому. Медики зафіксували діагноз: «Інгаляційне отруєння невідомою речовиною важкого ступеня. Токсична енцефалопатія (виробничого характеру)». Помер 26.06.2019 у лікарні м. Вінниця. Залишились мати і сестра.
 Мельник Валентин Іванович, Камінь-Каширський Волинська область. Учасник АТО, старший лейтенант, 131 ОРБ, заступник командира роти з виховної роботи. До 2017 служив у в/ч А3438, вийшов на пенсію. Був заступником голови ГО ветеранів АТО «Побратим». Помер 30.06.2019 в результаті відриву тромбу. Похований у Камінь-Каширському. Залишилась дружина.
 Лавренко Олег Васильович («Морпєх»), 17.01.1960, Суми. Учасник АТО, доброволець, боєць ОЛПЗ «Чорний Туман» та 8-го окремого батальйону «Аратта» УДА, гранатометник загону територіальної оборони (2014—2015). Воював у Пісках та Приазов'ї. Мав серцеву хворобу, інвалід III групи. У 2018—2019 — гранатометник роти протидиверсійної боротьби 117-ї окремої Сумської бригади територіальної оборони. Помер у ніч на 30.06.2019. Похований в Сумах на Алеї Героїв Петропавлівського кладовища.
 Шеремет Марина Дмитрівна, 08.11.1975, Кривий Ріг Дніпропетровська область. Мешкала у Києві. Фронтова волонтерка. З 2014 їздила на передову. Під час боїв за Дебальцеве 2014—2015 допомагала захисникам Вуглегірська та місцевим мешканцям, щотижня організовуючи доставку ліків та предметів першої необхідності. Голова Ради волонтерів при Дарницькій районній адміністрації м. Києва, засновниця і директор благодійної організації «Благодійний фонд Марини Шеремет», яка допомагає дітям з Донецької і Луганської областей, вимушеним переселенцям, пораненим бійцям. У травні 2018 на Шеремет напали і сильно побили, вона тривалий час провела у лікарні. Загинула 30.06.2019 у ДТП поблизу м. Носівка Чернігівської області, — автомобіль на швидкості злетів у кювет і врізався в дерево, Шеремет, яка перебувала за кермом, загинула на місці, її чоловік дістав травми. Залишився син, який працює у патрульній поліції Києва, та онук.